# Dolina Lejowa
Dolina Lejowa je dolina v polských Západních Tatrách, nacházející se mezi Dolinou Kościeliskou a Dolinou Chochołowskou. Orograficky je prostředním oddělením Doliny Czarnego Dunajce. Je to zvlněná lesnatá dolina dlouhá přibližně 4,5 km, která klesá ze severního svahu z Kominiarskiego Wierchu (1829 m) k Poľane Białeho Potoku (930 m). 
Na východní straně jsou zvlněné kopce – Kościeliskie Kopki a Suchy Wierch (1428 m). Ze západu ji lemuje zvlněný terén Cisowej Turni (1112 m), Skrajnej Rosochy (1262 m), Zadniej Rosochy (1271 m), Wierchu Kuca (1305 m),  Wierchu Spalenisko (1324 m), Małeho Opaloneho Wierchu (1428 m), Wielkeho Opaloneho Wierchu (1485 m) a hřbetu Kufa. Na západních svazích Spaleniska, oddělený Kominiarskim sedlem, je krátký boční hřeben s vrcholem na Diablińci (1241 m).
Při vstupu do doliny je vápencová skála nazvaná Między Ściany, na níž je lezení za poplatek. Dolina nemá vnitřní členění, jen  z Kominiarskiego Wierchu, v jeho horní části, klesají dolu dva žlaby: Zabijak a Tylkowy Żleb.

## Popis doliny
Dolina byla pojmenovaná podle goralského jména Leja. V registrech z roku 1811 je zapsaný jako vlastník půdy Jędrzej Leja z Podczerwoneho. Dolina je vytvořená ze sedimentárních hornin.
Nacházejí se v ní louky: Lejówki, Jaworzyna Lejowa, Polana Kuca, Polana Huty Lejowe, Niżnia Polana Kominiarska a Przysłop Kominiarski. Byla na nich obnovena pastva a díky tomu se zabránilo jejich zarůstání lesním porostem, zatímco jiné jsou kosené.  Dolní partie doliny patří do Hali Lejowej, horní do Hali Kominy Tylkowej. Pod vrcholem Skrajnej Rosochy byly v 19. století hornické štoly (Lejowe Banie). Dolinou protéká Lejowy Potok, který ústí do Kirowe Wody.
V dolině se nachází několik jeskyní, mimo jiné: Awen Odpękniętych Nacieków, Szczelina ze Śniegiem, Schron nad Lejową, Dziura nad Zabijakiem II, Jaskinia Mechata, Tylkowa Szczelina, Jaskinia Skośna, Jaskinia Lejowa Wyżnia, Suchy Biwak, Schron przy Suchym Biwaku, Szczelina w Grani I, Lejowa Szczelina.
V horní části doliny se nachází malé občasné pleso Maturowy Stawek.
V roce 2022 pozemky v dolině patří „Lesní společnosti oprávněných osmi obcí“ se sídlem ve Witówe. Proto má TAPAP omezený vliv na její činnost, zejména na intenzivní těžbu lesních porostů.